# Arcádia (poesia)

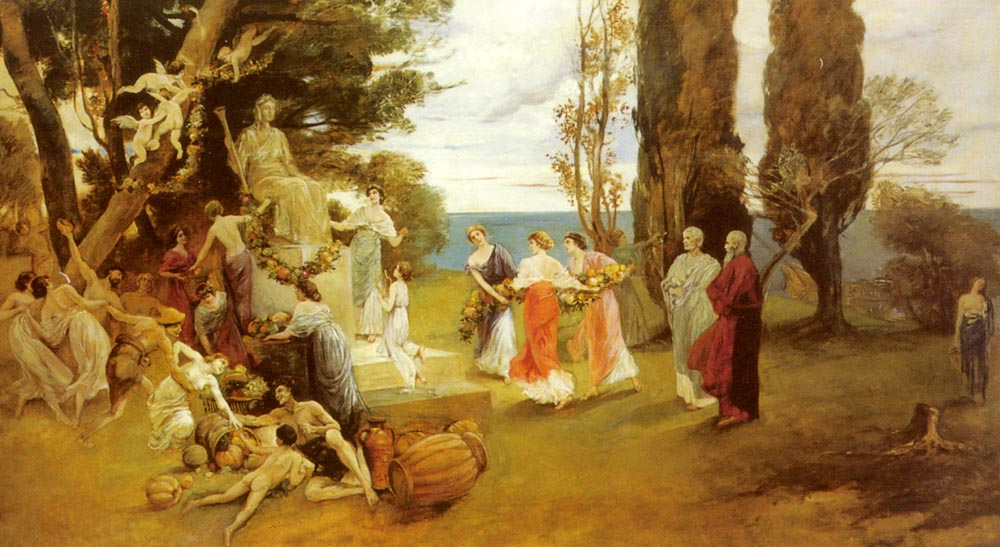
Representação de Arcádia do pintor romântico Friedrich von Kaulbach.

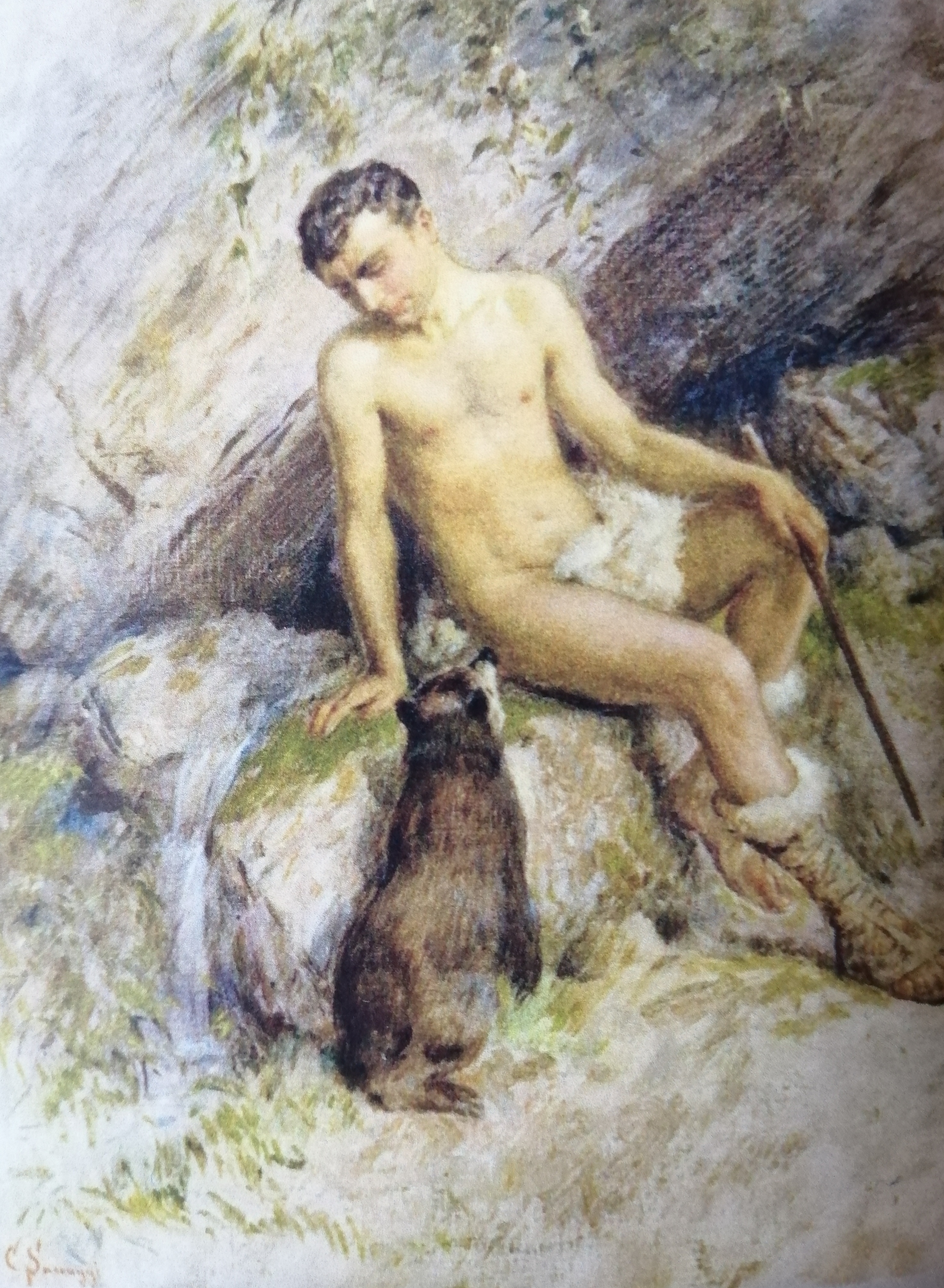
"Representação de um Pastor da Arcádia", obra do pintor Cesare Saccaggi.

Arcádia (em grego:  Αρκαδία) era uma província da antiga Grécia. Com o tempo, se converteu no nome de um país imaginário, criado e descrito por diversos poetas e artistas, sobretudo do Renascimento e do Romantismo. Neste lugar imaginário reina a felicidade, a simplicidade e a paz em um ambiente idílico habitado por uma população de pastores que vivem em comunhão com a natureza, como na lenda do nobre salvagem. Neste sentido possui quase as mesmas conotações que o conceito de Utopia ou o da Idade do ouro. Os habitantes foram muitas vezes considerados como tendo continuado a viver à maneira da Idade de Ouro, sem o orgulho e a avareza que corrompeu outras regiões.
O tema é parte de mitos da Grécia antiga e era mencionado nos contos e nos discursos de alguns sábios como exemplo de vida.
Entre os artistas ocidentais que tocaram no tema de Arcádia em suas obras se encontram Nicolas Poussin, Jacopo Sannazaro, Miguel de Cervantes, Lope de Vega, sir Philip Sydney, e Sleep Token.

## Arcádia na arte
Arcádia tem permanecido como um tema artístico desde a antiguidade, tanto nas artes visuais como na literatura. Imagens de belas ninfas e paisagens pastoris têm sido uma frequente fonte de inspiração de pintores e escultores. A mitologia grega serviu ao poeta latino Virgílio para escrever suas Bucólicas, uma série de poemas situados em Arcádia. Virgílio influenciou por sua vez a literatura europeia medieval (ver, por exemplo, a Divina Comédia). No Renascimento, Arcádia passa a ser o símbolo da simplicidade pastoril e escritores da altura de Garcilaso de la Vega tratam frequentemente o tema, assimilando-o ao próprio paraíso. A diferença da Utopia de Thomas Morus, que é um artefato do homem, Arcádia é apresentada como o resultado espontâneo de um modo de vida natural, não corrompido todavia pela civilização. É mencionada, também, por Cecília Meireles, poetisa brasileira, em seu "Romanceiro da Inconfidência".